# SN 2006pb
SN 2006pb – supernowa typu Ia odkryta 23 października 2006 roku w galaktyce A004643-0101. W momencie odkrycia miała maksymalną jasność 21,90m.